# プリトヴィツェ湖群国立公園
プリトヴィツェ湖群国立公園（プリトヴィツェこぐんこくりつこうえん）は、クロアチアの国立公園の1つであり、ボスニア・ヘルツェゴビナ国境に近いプリトヴィツェ湖群市（Plitvice Lakes municipality）に位置する。大小16の湖と92の滝がエメラルドグリーンの幻想的な景観を作り出しており、1979年にユネスコの世界遺産に登録された（ID98）。プリトヴィッチェ湖群国立公園、プリトヴィチェ湖群国立公園、プリトビチェ湖群国立公園などとも表記される。
面積として約90%の部分がリカ＝セニ郡にあり、約10%がカルロヴァツ郡にある。
なお、「プリトヴィツェ湖群」は現地のクロアチア語ではPlitvička jezera である。

## 地理学的・地質学的特色
プリトヴィツェ湖群は一般にディナル・アルプス山脈と呼ばれる山地に点在するカルスト地形の1つで、  Lička Plješevica山（Gornja Plješevica山頂の標高1640m）、Mala Kapela山（Seliški vrh山頂の標高1280m）、Medveđak山（標高884m）の山間に広がるプリトヴィツェ台地に位置し、湖群名もこの台地名によっている。
16の湖は、山間から流れ出てくる水が標高636mから503mまで、およそ8kmにわたって南北方向に流れる中で形成されており、上流の湖群と下流の湖群がある。湖群はおよそ2km2に渡って広がり、一番大きな滝は下流のプリトヴィツェ川が流れ込んでできた大滝（78m）で、  湖群の最下流にある湖からコラナ川（Korana）に流れ出す。
一帯の地質は主にドロマイト（白雲岩）と石灰岩のカルストからなり、このことが際立って特徴的な景観が生まれる素因となっている。湖群は、コケ類、藻類、バクテリアなどの光合成が関与して生まれた石灰質堆積物（石灰華、トゥファ、トラバーチン）の自然のダムからできている。植物片を混じえた堆積物は年々積み重なり、年1cmの割合で堆積物のダムが高くなっていく。 
湖群は紺碧、紺青、灰色など、目を見張るような色合いをもつ。水の色はミネラルや有機物の量、あるいは日照の角度などによって絶え間なく変化する。

## 植物相と動物相
プリトヴィツェ国立公園は主にブナ属やトウヒ属、モミ属などからなる鬱蒼とした森林に覆われアルプスと地中海の植生が渾然となっている。特に植物群落の多様性が特筆に価するがそれは微気候のラインナップ、多様な土壌、標高差などによって生み出されている。
一帯は同時に動物種や鳥類に関しても際立った多様性を示している。ヨーロッパ種のヒグマやオオカミ、オオヤマネコ、ワシミミズク、ヤマネコ、ヨーロッパオオライチョウといった稀少な動物種が見られるほか、より一般的な動物種も多く棲息する。鳥類は少なくとも126種が記録され、そのうち70種以上がこの湖群を繁殖地としている。

## 歴史
人類は、この地では数千年来暮らしている。人種も多様でイリュリア人、トラキア人、ケルト人、イアピュデス人（Iapydes）、古代ローマ人、アヴァール人、スラブ人、テュルクなどがかわるがわる住み着いた。
1528年に一帯はオスマン帝国領となり以降オーストリア帝国が奪取するまでの約150年の間、オスマン帝国の支配下にあった。オーストリアはその後、一帯を軍政国境地帯に取り込んだ。この地にはその頃既にクロアチア人が住んでいたが、オスマン帝国の抑圧から逃れてきたセルビア人たちも住み着いた。
19世紀後半には、プリトヴィツェ湖群は一大観光地となった。1896年には最初のホテルが建設されたが、それに先んじて早くも1893年には今日の国立公園当局の前身である保全委員会が組織されていた。1949年にはユーゴスラビア政府が湖群を国有化し、国立公園を設定した。この国立公園はその傑出した自然美を評価されて、1979年にユネスコの世界遺産に登録された。
プリトヴィツェ国立公園はユーゴスラビア時代には最も人気のある観光地のひとつだったが、1991年3月にはクロアチア紛争の最初の武力衝突であったプリトヴィツェ湖群事件（Plitvice Lakes incident）の舞台となった。公園はクロアチア内で独立を宣言していたクライナ・セルビア人共和国（Republic of Serbian Krajina）の軍隊が占領し、ホテルや周辺施設をバラックとして使用した。この過程で一帯はいくらかの損害を蒙った。1995年8月になって、クロアチア紛争を終結に導いた嵐作戦（Operation Storm）の際にクロアチア軍が一帯を奪還した。
この戦争に伴って、ユネスコはプリトヴィツェ湖群国立公園を危機遺産リストに登録した。クロアチア政府はこの国立公園の観光地収入の大きさに鑑みて、一帯の地雷撤去を最優先課題のひとつとして取り組んだ。ユネスコは1997年12月に地雷の撤去が進んでいることと、セルビア人分離独立派の占領からも解放されていることから危機遺産リストからの除去を決定した。
今日のプリトヴィツェ湖群国立公園は、クロアチアでも最大級の観光地となっている。1997年には国立公園の範囲が100.2km2拡大され、それを受けて世界遺産の登録範囲も2000年に拡大された。

## 登録基準
この世界遺産は世界遺産登録基準のうち、以下の条件を満たし、登録された（以下の基準は世界遺産センター公表の登録基準からの翻訳、引用である）。
- (7) ひときわすぐれた自然美及び美的な重要性をもつ最高の自然現象または地域を含むもの。
- (8) 地球の歴史上の主要な段階を示す顕著な見本であるもの。これには生物の記録、地形の発達における重要な地学的進行過程、重要な地形的特性、自然地理的特性などが含まれる。
- (9) 陸上、淡水、沿岸および海洋生態系と動植物群集の進化と発達において進行しつつある重要な生態学的、生物学的プロセスを示す顕著な見本であるもの。

## ギャラリー

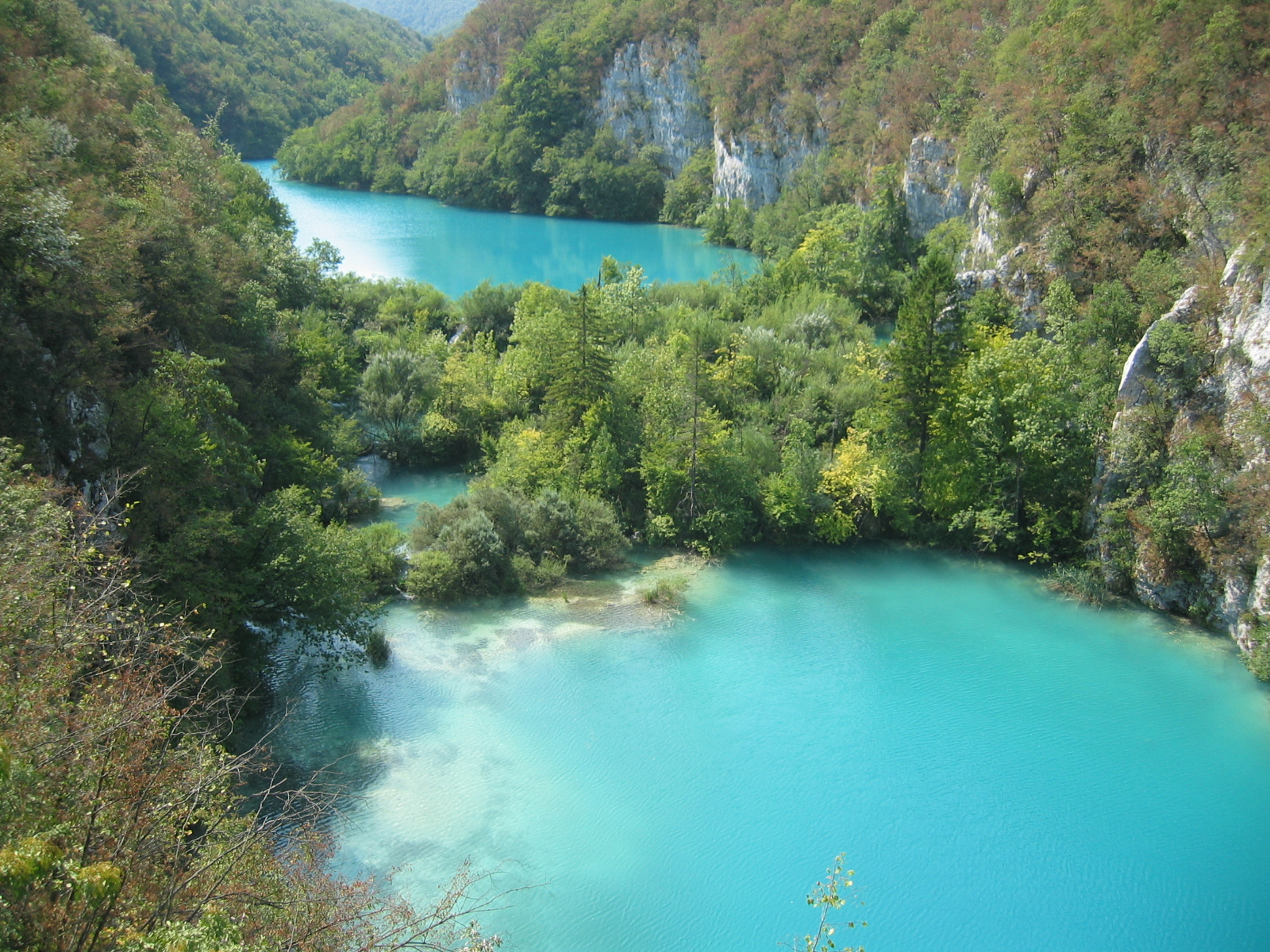
湖が幾つも隣接している。
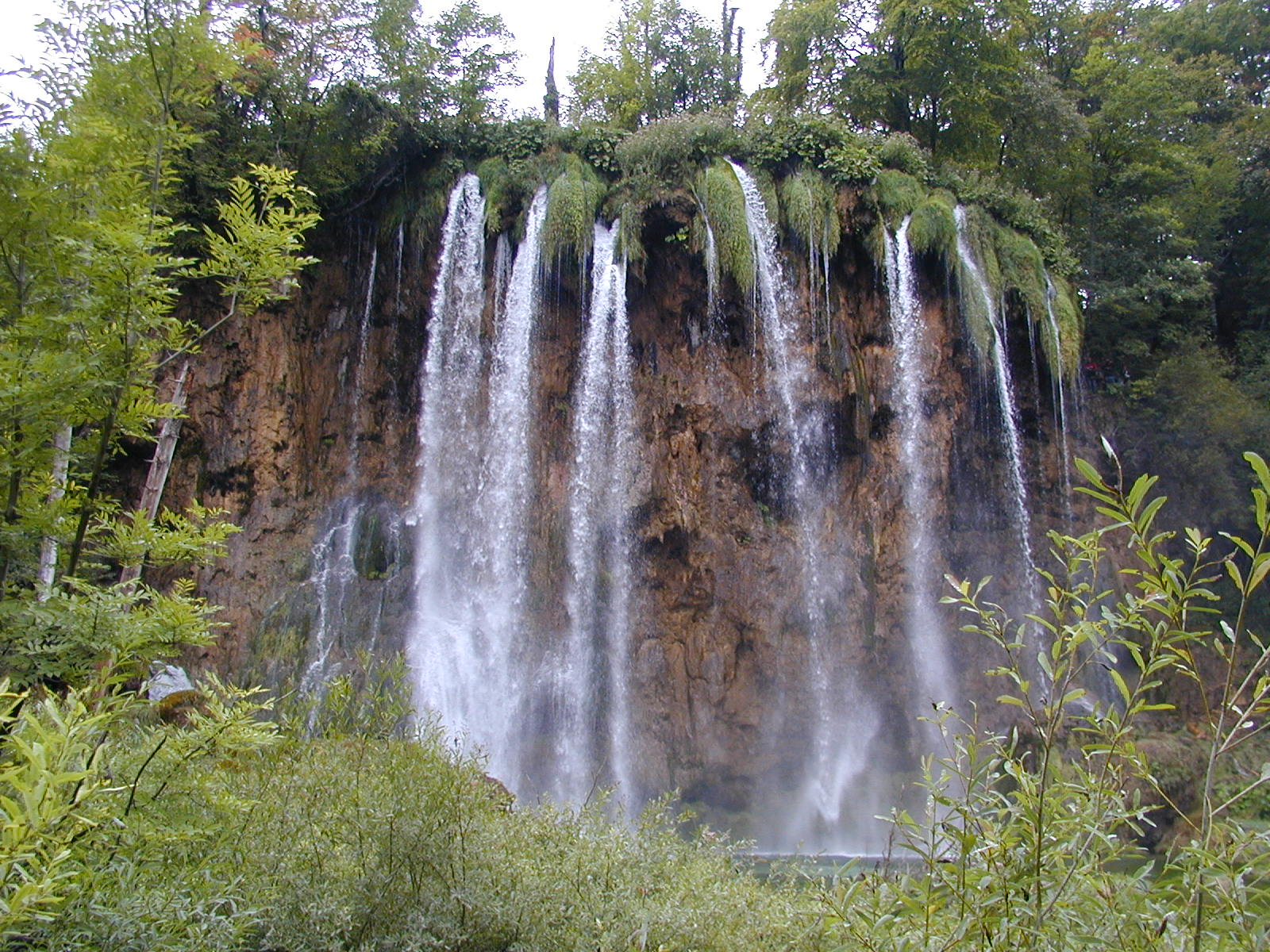
湖間は細い川でなく、帯のような水の流れで結ばれている。
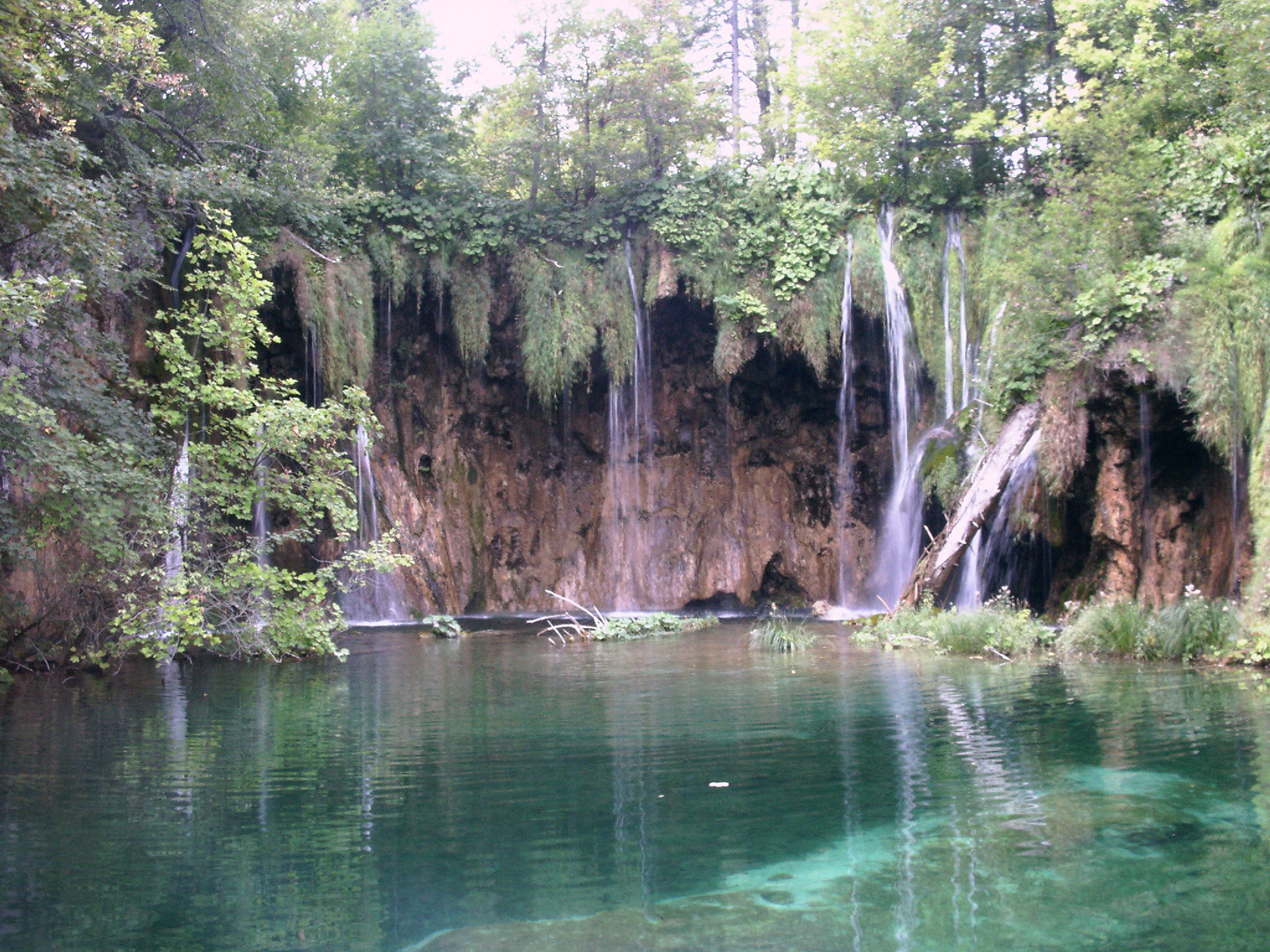
湖間を流れる水量は、場所によりけりである。
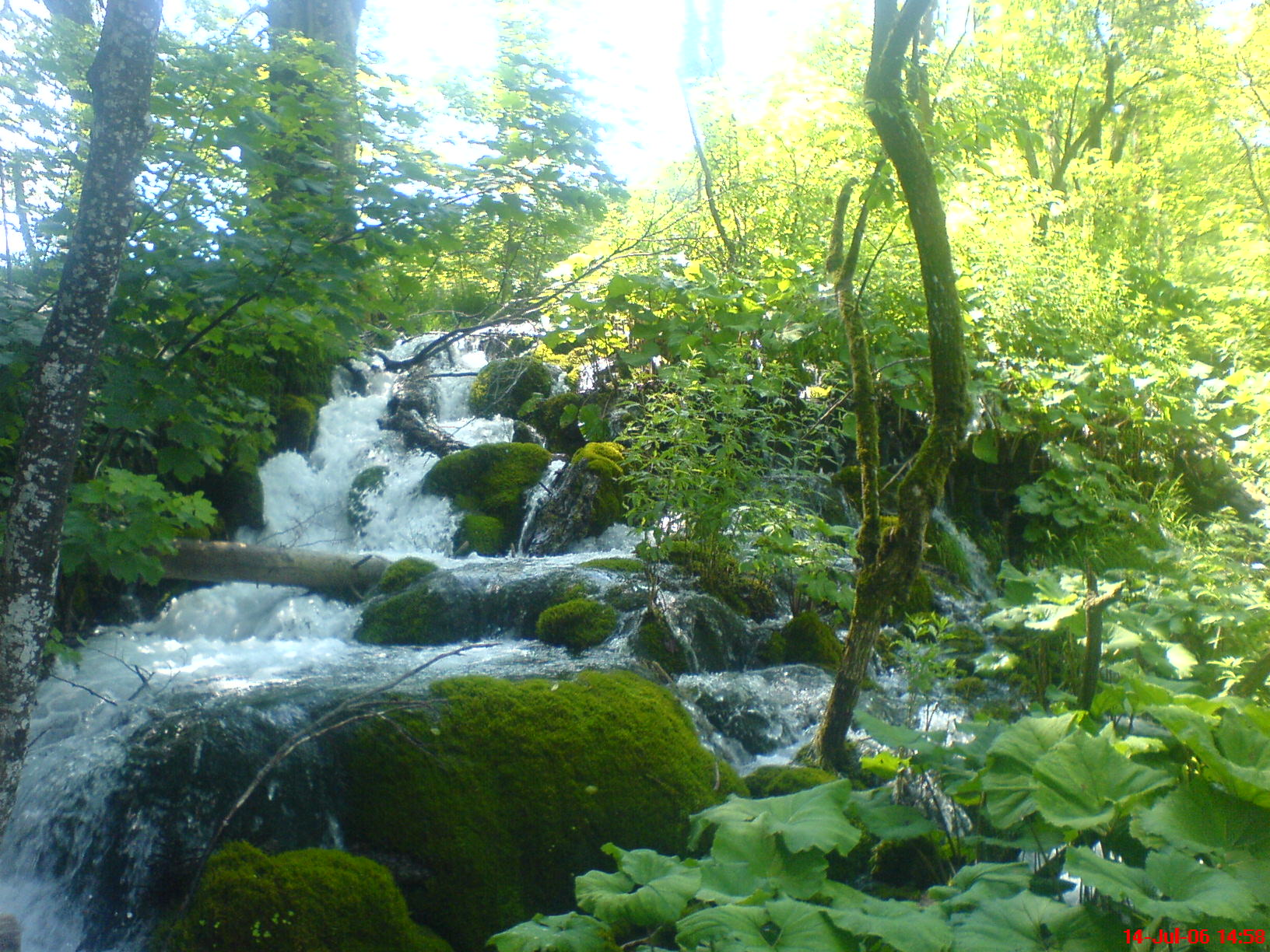
湖間の中には、このように滝ではなく傾斜の急な川の場合もある。
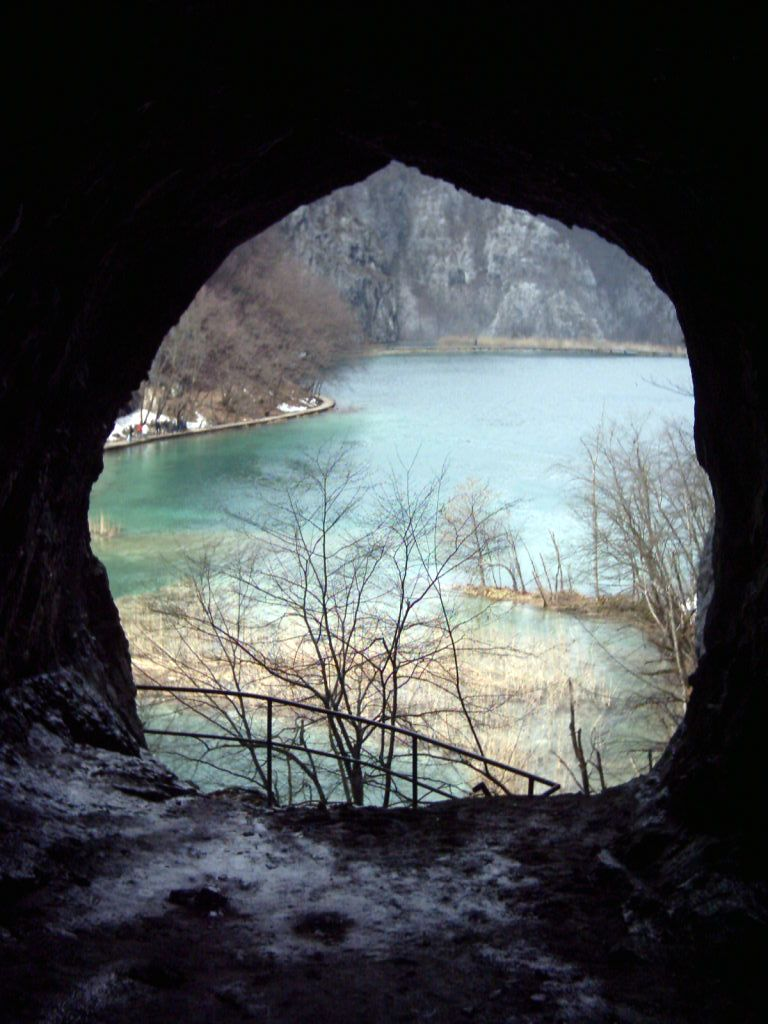
付近の洞窟から見た湖。
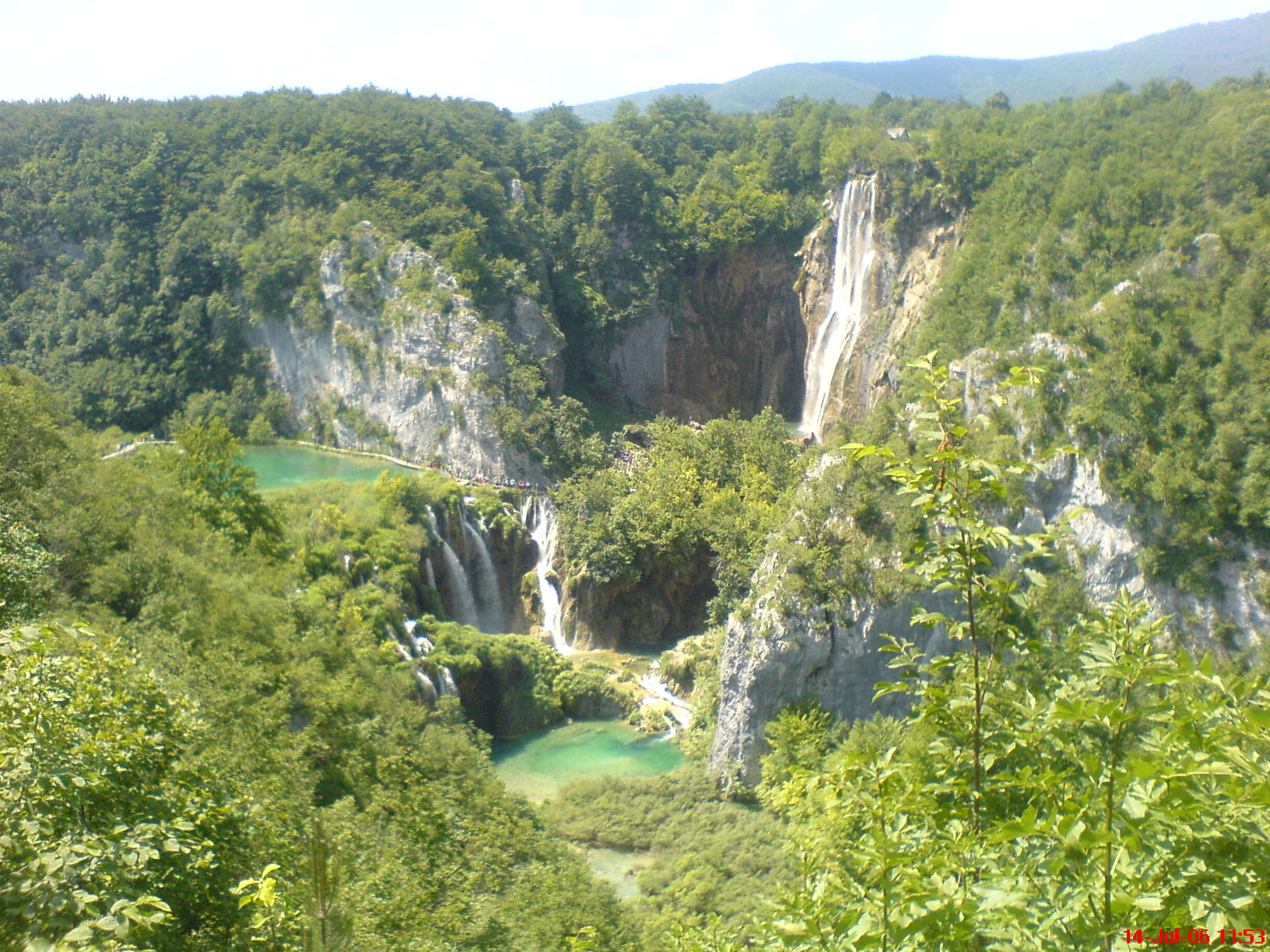
やや高い場所から撮影したもの。中央部に遊歩道を歩く観光客達の姿も見える。
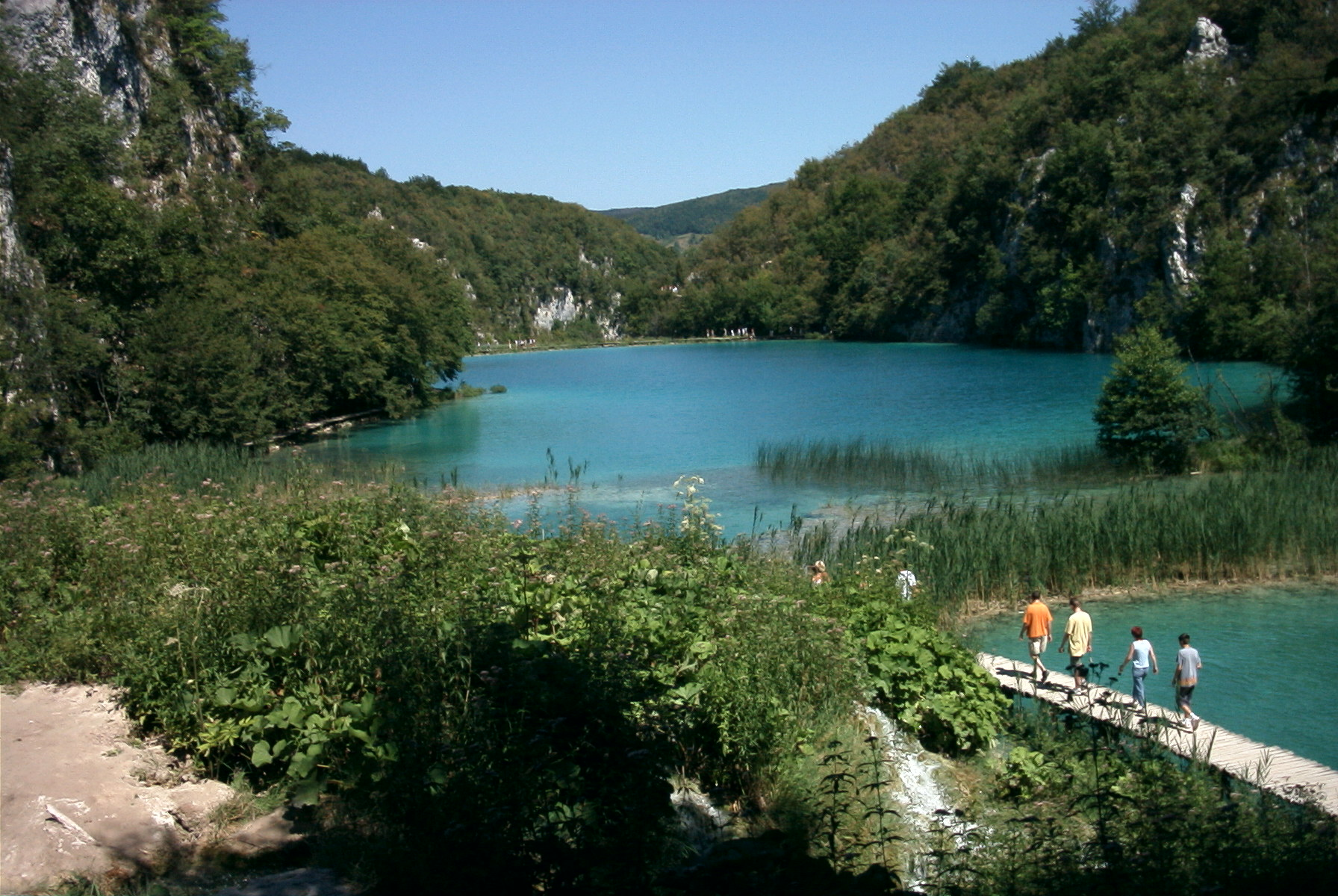
遊歩道が整備されていて、このように観光客が歩く姿が見かけられる。
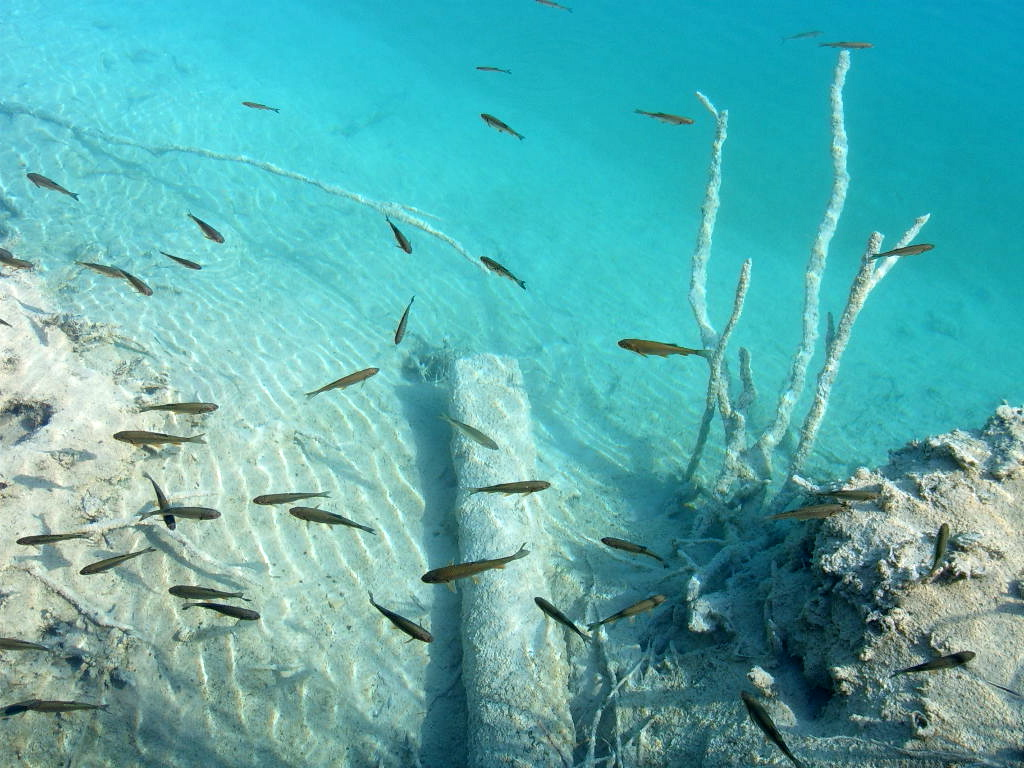
湖には魚も見られる。
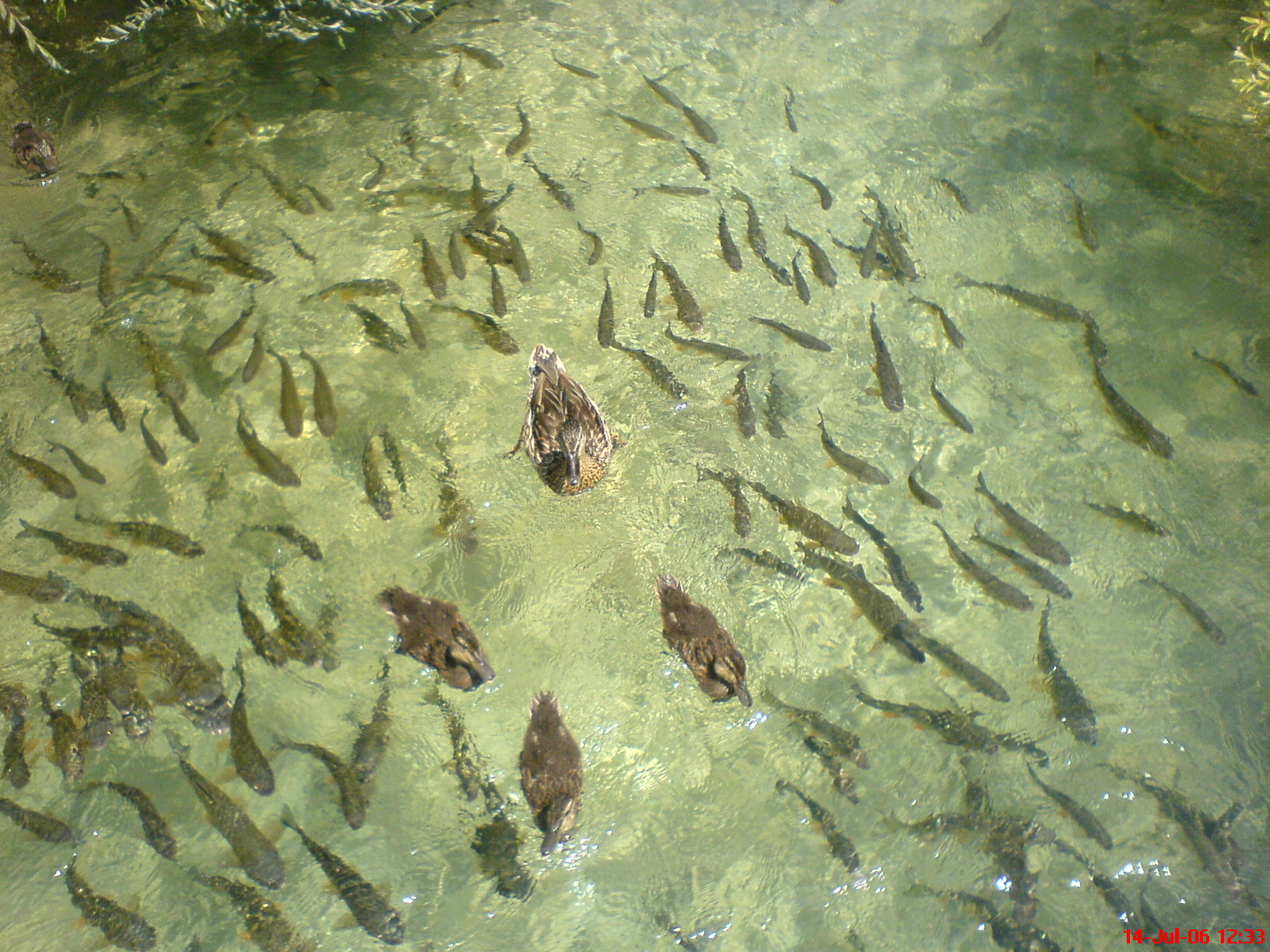
公園内ではチャブがマスを駆逐中だが、世界遺産なので人工的に防げない。
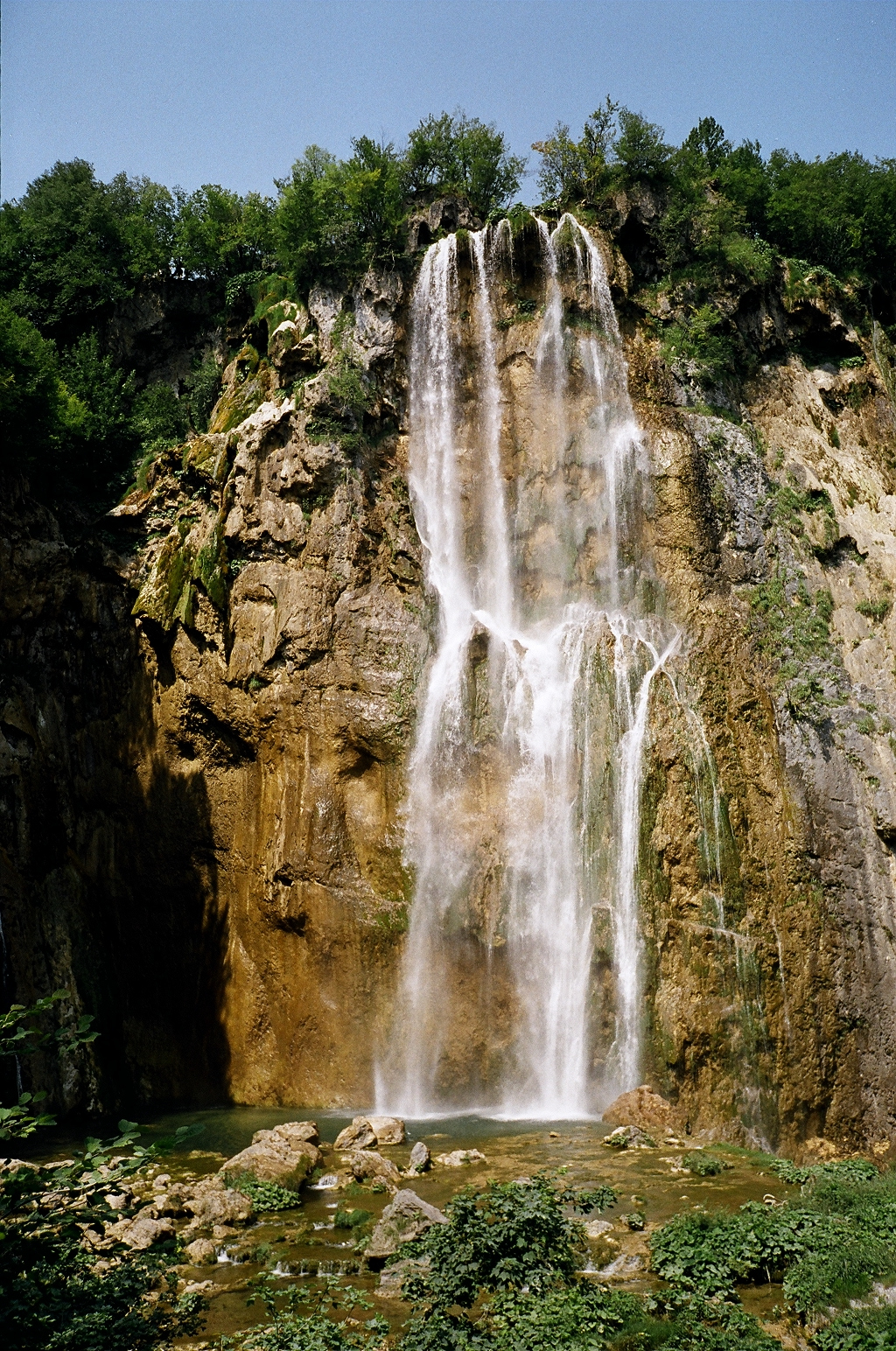
最下流付近でプリトヴィツェ川が流れ込んでできた大滝（78m）。

## 書目
- Mato Njavro (ed.): Plitvice Lakes, Turistička naklada d.o.o., Zagreb 2005, ISBN 953-215-212-1
- Josip Movčan, Drago Zdunić: Plitvice, Grafički zavod Hrvatske, Spektar, Zagreb 1985 (German, Croatian, English, French)
- Dragutin Franić: Plitvička jezera i njihova okolica, Tisak kraljevske zemaljske tiskare, Zagreb 1910 (Croatian)
- Branimir Gušić, Mirko Marković (ed.): Plitvička jezera – čovjek i priroda, Grafički zavod Hrvatske, Zagreb 1974 (Croatian)
- Jeanne Oliver, Lonely Planet Croatia, pp. 164–166 (Lonely Planet, 2005)
- Radovan Radovinović (ed.), The Croatian Adriatic (Naklada Naprijed, Zagreb)
- Šikić, Zoran, ed (October 2007) (クロアチア語) (PDF). Plan upravljanja Nacionalnog parka Plitvička Jezera [Plitvice Lakes National Park Management Plan]. Croatian Ministry of Culture. ISBN 978-953-6240-83-8.  オリジナルの1 July 2014時点におけるアーカイブ。 2015年3月31日閲覧。